# ISO 216
| серія A | серія A     |
| ------- | ----------- |
| A0      | 841 × 1189  |
| A1      | 594 × 841   |
| A2      | 420 × 594   |
| A3      | 297 × 420   |
| A4      | 210 × 297   |
| A5      | 148 × 210   |
| A6      | 105 × 148   |
| A7      | 74 × 105    |
| A8      | 52 × 74     |
| A9      | 37 × 52     |
| A10     | 26 × 37     |
| А11     | 18 × 26     |
| А12     | 12 × 18     |
| А13     | 8 ×12       |
| А14     | 5 × 8       |
| А15     | 3 × 5       |
| А16     | 2 × 3       |
| А17     | 1 × 2       |
| серія B |             |
| B0      | 1000 × 1414 |
| B1      | 707 × 1000  |
| B2      | 500 × 707   |
| B3      | 353 × 500   |
| B4      | 250 × 353   |
| B5      | 176 × 250   |
| B6      | 125 × 176   |
| B7      | 88 × 125    |
| B8      | 62 × 88     |
| B9      | 44 × 62     |
| B10     | 31 × 44     |
| серія C |             |
| C0      | 917 × 1297  |
| C1      | 648 × 917   |
| C2      | 458 × 648   |
| C3      | 324 × 458   |
| C4      | 229 × 324   |
| C5      | 162 × 229   |
| C6      | 114 × 162   |
| C7/6    | 81 × 162    |
| C7      | 81 × 114    |
| C8      | 57 × 81     |
| C9      | 40 × 57     |
| C10     | 28 × 40     |
| DL      | 110 × 220   |

ISO 216 — стандарт розмірів паперу, що використовується більшістю країн в наш час. Цей стандарт визначає добре відомий формат паперу A4.

## Історія стандарту
Найдавніша збережена письмова згадка з ідеєю використання квадратного кореня з 2 у пропорціях сторін паперу — лист написаний 25 жовтня 1786 німцем Георгом Ліхтенбергом (нім. Georg Christoph Lichtenberg).  [Архівовано 31 грудня 2011 у Wayback Machine.]
У французькому законі про оподаткування паперу «Loi sur le timbre (no. 2136)», опублікованому 3 листопада 1798, вказувались формати, розміри яких точно відповідали сучасним форматам A2, A3, B3, B4, B5. Однак ці формати не стали популярними та про них швидко забули.  [Архівовано 26 квітня 2009 у Wayback Machine.]
Серії форматів паперу  A, B, C,  котрі розраховувались за ідентичним принципом що і «Loi sur le timbre»,  винайдені заново, цілком незалежно від французьких,  німцем Dr. Walter Porstmann. Вони були затверджені у німецькому стандарті DIN 476 від 1922.
Протягом 1924–1975 стандарти, що базувались на німецькому DIN 476, затверджені багатьма країнами для власного використання.  Як результат у 1975 на основі DIN 476 прийнятий стандарт ISO 216. Нині він використовується більшістю країн світу, окрім Канади, США та частково Мексики.  [Архівовано 15 січня 2008 у Wayback Machine.]

## Серія A
Папір серії A має співвідношення сторін {\displaystyle 1:{\sqrt {2}}}, хоча  заокруглене до міліметра. A0 визначений так, щоб його площа становила 1 м² (з заокругленням  до міліметра). Наступні розміри паперу в серії A1, A2, A3 тощо,  визначені шляхом зменшення вдвічі попереднього формату паралельно до його коротшої сторони, і знову ж таки з заокругленням. Найчастіше використовується папір A4 (210 × 297 мм).

## Серія B
Формат серії В — це середнє геометричне між форматом серії А з відповідною цифрою та форматом серії А з цифрою меншою на 1. Наприклад В1 —  середнє геометричне між A1 та A0.  Сторони B0 наступні 1 м до {\displaystyle {\sqrt {2}}} м.

## Серія C
Формат серії С — середнє  геометричне  між форматами В та А з однаковими цифрами. Наприклад C2 — середнє геометричне між B2 та A2. Формати серії С використовуються переважно для конвертів. Якщо зігнути аркуш формату A4, отримаємо формат A5, який чудово ввійде у конверт C5.

## Допуски
У стандарті визначені такі допуски
- ±1.5  мм для розмірів до  150 мм,
- ±2 мм для розмірів в межах від 150 до 600 мм,
- ±3 мм для  розмірів понад 600 мм.

## Порівняння серій A, B, C
|       | формати серії A | формати серії A | формати серії B | формати серії B | формати серії C | формати серії C |
| ----- | --------------- | --------------- | --------------- | --------------- | --------------- | --------------- |
| цифра | міліметри       | дюйми           | міліметри       | дюйми           | міліметри       | дюйми           |
| 0     | 841 × 1189      | 33,1 × 46,8     | 1000 × 1414     | 39,4 × 55,7     | 917 × 1297      | 36,1 × 51,1     |
| 1     | 594 × 841       | 23,4 × 33,1     | 707 × 1000      | 27,8 × 39,4     | 648 × 917       | 25,5 × 36,1     |
| 2     | 420 × 594       | 16,5 × 23,4     | 500 × 707       | 19,7 × 27,8     | 458 × 648       | 18,0 × 25,5     |
| 3     | 297 × 420       | 11,7 × 16,5     | 353 × 500       | 13,9 × 19,7     | 324 × 458       | 12,8 × 18,0     |
| 4     | 210 × 297       | 8,3 × 11,7      | 250 × 353       | 9,8 × 13,9      | 229 × 324       | 9,0 × 12,8      |
| 5     | 148 × 210       | 5,8 × 8,3       | 176 × 250       | 6,9 × 9,8       | 162 × 229       | 6,4 × 9,0       |
| 6     | 105 × 148       | 4,1 × 5,8       | 125 × 176       | 4,9 × 6,9       | 114 × 162       | 4,5 × 6,4       |
| 7     | 74 × 105        | 2,9 × 4,1       | 88 × 125        | 3,5 × 4,9       | 81 × 114        | 3,2 × 4,5       |
| 8     | 52 × 74         | 2,0 × 2,9       | 62 × 88         | 2,4 × 3,5       | 57 × 81         | 2,2 × 3,2       |
| 9     | 37 × 52         | 1,5 × 2,0       | 44 × 62         | 1,7 × 2,4       | 40 × 57         | 1,6 × 2,2       |
| 10    | 26 × 37         | 1,0 × 1,5       | 31 × 44         | 1,2 × 1,7       | 28 × 40         | 1,1 × 1,6       |
|       |                 |                 |                 |                 |                 |                 |
|       |                 |                 |                 |                 |                 |                 |

## Застосування
До прийняття ISO 216 у світі використовувались різноманітні формати паперу. Ці формати не були пов’язаною системою і визначались на основі не метричних одиниць. Формати ISO 216 організовані навколо співвідношення {\displaystyle 1:{\sqrt {2}}}, два однакових аркуша разом  утворюють аркуш з таким же  співвідношенням сторін. Простіше, при зменшенні два аркуша А4 копіюються на один, а аркуш A4 при збільшенні копіюється на A3, половина аркуша A4 при збільшенні копіюється на A4. 

Основні країни, у яких стандарт ISO 216 не є поширеним — США та Канада (використовується система Letter, Legal, та Executive).